# Синьково (Клинський міський округ)
Синьково — село у складі міського поселення Клин Клинського району Московської області Російської Федерації.

## Розташування
Село Синьково входить до складу міського поселення Клин. Найближчі населені пункти Залесє

## Населення
Станом на 2010 рік у селі проживало 10 людей